# Hellmut Marx
Hellmut Marx (* 4. Mai 1901 in Lißberg; † Juni 1945 in Bethel, Bielefeld) war ein deutscher Hochschullehrer für Innere Medizin.

## Leben
Der Schüler von Richard Siebeck habilitierte sich 1932 in Heidelberg  mit einer Arbeit über den Wasserhaushalt von gesunden und kranken Menschen. Als Siebeck 1934 nach Berlin berufen wurde, erhielt Marx eine Stelle als Oberarzt an der Medizinischen Klinik der Berliner Charité und wurde nach Berlin umhabilitiert. Marx war aktives Mitglied der Bekennenden Kirche und blieb gegenüber dem Nationalsozialismus auf Distanz.
1937 ging Marx als Chefarzt an das Evangelische Diakonissenhaus Sarepta in Bethel. Um seine Lehrtätigkeit fortsetzen können, beantragte er seine Umhabilitation an die Universität Münster. Diese wurde ihm jedoch wegen „jeglichen Fehlens des politischen Einsatzes“ verweigert. Obwohl seine fachlichen Leistungen durchgehend positiv bewertet wurden, war Marx dadurch gezwungen, auf seine Lehrbefugnis zu verzichten und aus der Hochschullehrerlaufbahn auszuscheiden.
Nach dem Ende des Zweiten Weltkriegs hatte Marx als qualifizierter und politisch unbelasteter Wissenschaftler gute Aussichten, seine Karriere an einer deutschen Universität wieder aufzunehmen. Unter anderem war seine Berufung auf einen Lehrstuhl für Innere Medizin an der Universität Freiburg im Gespräch. Dazu kam es jedoch nicht, weil Marx im Frühjahr 1945 an einer toxischen Diphtherie erkrankte und wenige Wochen später im Alter von 44 Jahren starb.

## Werke/Schriften
- Der Wasserhaushalt des gesunden und kranken Menschen, Berlin: Springer, 1935.
- Arzt und Laboratorium: Die chemischen und mikroskopischen Untersuchungsmethoden und ihre Verwertung am Krankenbett, Leipzig 1939, 7. Aufl. 1951.
- (mit Arnold Loeser) Hormontherapie, Leipzig: Hirzel, 1942, 3. Aufl. 1947.